# Batalla de Apamea
La Batalla de Apamea tuvo lugar el 19 de julio de 998 en Apamea (Siria) entre las fuerzas del Imperio bizantino y el  Califato fatimí. La batalla formaba parte de la confrontación entre ambas potencias por el control del norte de Siria y del  Emirato de Alepo. El ejército fatimí al mando de Jaysh ibn al-Samsama acudió a Apamea a liberarla del asedio a que la sometía el general bizantino Damián Dalaseno, dux de Antioquía.. Cuando la batalla se inclinaba del lado bizantino, un solitario jinete kurdo mató a Dalassenos, lo que provocó el pánico de las tropas y su huida. La persecución por los fatimíes produjo una gran matanza entre los bizantinos.  Esta derrota obligó al emperador bizantino Basilio II a ir personalmente a la región el año siguiente. En 1001 los dos poderes acordaron una tregua de diez años.